# Katz & Maus
Katz & Maus ist das neunte Studioalbum von Klaus Lage. Es erschien 1994 bei EastWest Records/Warner Music.

## Entstehung und Rezeption
Das Album wurde 1994 mit Harald Kloser in den Studios Ton Zoo in Dornbirn, den Devonshire Studios in North Hollywood, The Garage in Beverly Hills sowie den Ground Control Studios Burbank eingespielt. Mit Weil du anders bist enthält es das einzige Duett von Klaus Lage. Er nahm es gemeinsam mit Irene Grandi auf. Der Song wurde auch als Single veröffentlicht und konnte in Deutschland Platz 79 der Charts erreichen.

## Gestaltung
Der Song Weil du anders bist wird auch auf dem Albumcover genannt, das eine im Stil von Kinderbüchern gemalte Katze zeigt, der die Zunge aus dem Mund hängt.

## Titelliste
| #  | Titel                                | Autor(en)                                                               | Produzent(en) | Länge |
| -- | ------------------------------------ | ----------------------------------------------------------------------- | ------------- | ----- |
| 1  | Bankgeheimnis                        | Klaus Lage, Diether Dehm                                                | Harald Kloser | 3:46  |
| 2  | Weil ich sie liebe                   |                                                                         | Harald Kloser | 3:39  |
| 3  | Der Sänger                           |                                                                         | Harald Kloser | 6:21  |
| 4  | Katz & Maus                          |                                                                         | Harald Kloser | 4:34  |
| 5  | Schweigen                            |                                                                         | Harald Kloser | 4:00  |
| 6  | Halt aus                             |                                                                         | Harald Kloser | 4:20  |
| 7  | Frankfurt - alles nicht mehr wahr    | Klaus Lage                                                              | Harald Kloser | 3:35  |
| 8  | Weil du anders bist (& Irene Grandi) | Klaus Lage, N. Heirell, Harald Kloser, Lorenzo Ternelli, Thomas Schobel | Harald Kloser | 4:40  |
| 9  | Bist Duuu das?                       |                                                                         | Harald Kloser | 3:16  |
| 10 | Beamte                               |                                                                         | Harald Kloser | 3:35  |
| 11 | Ich lass Dich nie mehr geh'n         |                                                                         | Harald Kloser | 5:04  |
| 12 | C'est la vie                         | Klaus Lage, Harald Kloser, Thomas Schobel                               | Harald Kloser | 4:38  |
| 13 | Halt aus (Reprise)                   |                                                                         | Harald Kloser | 1:52  |